# Беррахал, Джахид
Джахид Беррахал (фр. Djahid Berrahal; 24 января 1994) — алжирский борец вольного стиля, призёр чемпионата Африки, участник Олимпийских игр.

## Карьера
В апреле 2021 года в тунисском Хаммамете на африканском и океанском олимпийский отборочный турнире к Олимпийским играм в Токио завоевал лицензию. В августе 2021 года на Олимпиаде в схватке на стадии 1/8 финала на туше уступил Эгзону Шала из Косова и занял итоговое 14 место.

## Достижения
- Чемпионат Африки по борьбе 2020 — ;
- Олимпийские игры 2020 — 14;